# 라마잔 샤힌
라마잔 샤힌(튀르키예어: Ramazan Şahin, 러시아어: Рамза́н Исмаи́лович Ирбайха́нов 람잔 이스마일로비치 이르바이하노프[*], 1983년 7월 8일~)은 튀르키예의 레슬링 선수, 지도자이다. 러시아에서 태어났으나 2006년에 튀르키예로 귀화하여 튀르키예 국가대표 레슬링 선수로 활동했다. 2008년 하계 올림픽 자유형 라이트급 금메달을 획득했으며, 세계 선수권 대회에서 금메달 1개, 유럽 선수권 대회에서 금메달 1개, 동메달 1개를 획득했다.